# Rallye de France-Alsace 2013

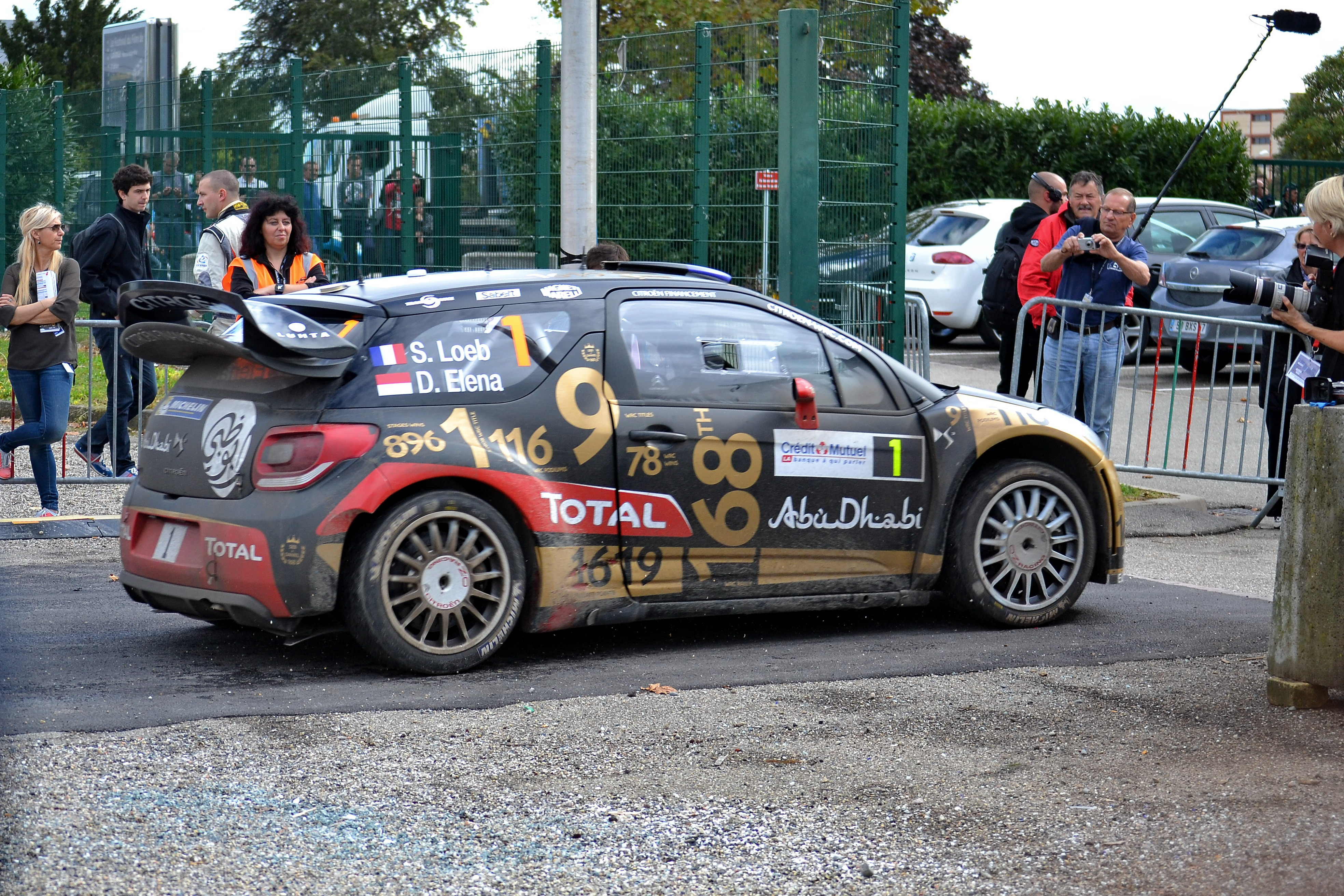
La DS3 WRC de Sébastien Loeb, ornée d'une livrée couleur noire et or reprenant les principaux records de la carrière du nonuple champion du monde.

Le rallye de France-Alsace 2013, disputé du 3 au 6 octobre 2013 en Alsace, est la 11e manche de la saison 2013 du championnat du monde des rallyes (WRC). Il s'agit de la quatrième édition du rallye de France-Alsace.
Ce rallye avait pour particularité d'être le dernier à être disputé par le nonuple champion du monde français Sébastien Loeb, qui avait décidé de mettre un terme à sa carrière dans le championnat du monde à l'issue de cette épreuve. D'autre part, Sébastien Ogier, alors en tête du championnat, pouvait espérer décrocher le titre dès cette 11e manche (sur 13 au total).
Le pilote gapençais a effectivement décroché le titre de champion du monde dès l'ES1, la super spéciale de Strasbourg, Thierry Neuville, alors second au classement général, ne finissant que deuxième derrière Daniel Sordo, et ne pouvant de ce fait plus rattraper le leader du championnat.
Sordo sera en tête du rallye durant les trois premières spéciales, avant de céder la place à Sébastien Loeb puis à Thierry Neuville, ce dernier menant le rallye de l'ES6 à l'ES10, avant d'être victime d'une crevaison dans la spéciale ES11 qui l'a fait reculer à la cinquième place, à plus d'une minute du leader.
À l'issue de la super spéciale de Mulhouse, Jari-Matti Latvala devenait le nouveau leader, suivi de Sordo, Ogier et Loeb avec 5 secondes seulement séparant le premier du quatrième pilote. Tout restait donc ouvert et la bataille pour la victoire promettait d'être féroce le dernier jour de ce rallye.
Cette pression et des conditions météorologiques exécrables ont eu raison du champion alsacien dès la première spéciale du 6 octobre : Sébastien Loeb a effectué une sortie de route spectaculaire qui l'a contraint à l'abandon, au grand désarroi de ses nombreux fans présents, sa voiture ayant fini sa course sur le toit...
Sébastien Ogier, le nouveau champion du monde, a ensuite pris de l'avance sur ses concurrents en remportant les spéciales ES14 à ES17 et a finalement remporté le rallye de France-Alsace pour la seconde fois après l'édition de 2011.

## Résultats

### Classement final
| Rang | Pilote             | Copilote          | No | Voiture               | Écurie                         | Temps             | Écart         | Points |
| ---- | ------------------ | ----------------- | -- | --------------------- | ------------------------------ | ----------------- | ------------- | ------ |
| 01   | Sébastien Ogier    | Julien Ingrassia  | 08 | Volkswagen Polo R WRC | Volkswagen Motorsport          | 2 h 53 min 07 s 6 | -             | 26     |
| 02   | Daniel Sordo       | Carlos Del Barrio | 10 | Citroën DS3 WRC       | Citroën Total Abu Dhabi WRT    | 2 h 53 min 19 s 8 | 12 s 2        | 21     |
| 03   | Jari-Matti Latvala | Miikka Anttila    | 07 | Volkswagen Polo R WRC | Volkswagen Motorsport          | 2 h 53 min 27 s 1 | 19 s 5        | 15     |
| 04   | Thierry Neuville   | Nicolas Gilsoul   | 11 | Ford Fiesta RS WRC    | Qatar World Rally Team         | 2 h 54 min 21 s 7 | 1 min 14 s 1  | 14     |
| 05   | Evgeny Novikov     | Ilka Minor        | 05 | Ford Fiesta RS WRC    | Qatar M-Sport World Rally Team | 2 h 56 min 18 s 5 | 3 min 10 s 9  | 10     |
| 06   | Mikko Hirvonen     | Jarmo Lehtinen    | 02 | Citroën DS3 WRC       | Citroën Total Abu Dhabi WRT    | 2 h 56 min 45 s 3 | 3 min 37 s 7  | 08     |
| 07   | Andreas Mikkelsen  | Paul Nagel        | 09 | Volkswagen Polo R WRC | Volkswagen Motorsport          | 2 h 57 min 11 s 8 | 4 min 04 s 2  | 06     |
| 08   | Mads Østberg       | Jonas Andersson   | 04 | Ford Fiesta RS WRC    | Qatar M-Sport World Rally Team | 2 h 57 min 42 s 8 | 4 min 35 s 2  | 04     |
| 09   | Robert Kubica      | Maciek Baran      | 74 | Citroën DS3 WRC       | Robert Kubica                  | 3 h 02 min 39 s 0 | 9 min 31 s 4  | 02     |
| 10   | Romain Dumas       | Denis Giraudet    | 22 | Ford Fiesta RS WRC    | Romain Dumas                   | 3 h 05 min 03 s 4 | 11 min 55 s 8 | 01     |

### Spéciales chronométrées
| Étape           | Spéciale | Heure | Nom                                   | Distance | Vainqueur          | Temps         | Moyenne    | Pilote en tête     |
| --------------- | -------- | ----- | ------------------------------------- | -------- | ------------------ | ------------- | ---------- | ------------------ |
| 1re 3 oct 4 oct | ES1      | 16h00 | SSS Strasbourg (power stage)          | 4,55 km  | Daniel Sordo       | 3 min 20 s 8  | 81,6 km/h  | Daniel Sordo       |
| 1re 3 oct 4 oct | ES2      | 9h23  | Klevener 1                            | 10,66 km | Sébastien Loeb     | 6 min 00 s 0  | 106,6 km/h | Daniel Sordo       |
| 1re 3 oct 4 oct | ES3      | 09h50 | Massif des Grands Crus – Ungersberg 1 | 13,04 km | Sébastien Loeb     | 7 min 46 s 6  | 100,6 km/h | Daniel Sordo       |
| 1re 3 oct 4 oct | ES4      | 10h50 | Vosges - Pays d'Ormont 1              | 34,34 km | Sébastien Loeb     | 19 min 08 s 7 | 107,6 km/h | Sébastien Loeb     |
| 1re 3 oct 4 oct | ES5      | 14h40 | Klevener 2                            | 10,66 km | Thierry Neuville   | 6 min 02 s 8  | 105,8 km/h | Sébastien Loeb     |
| 1re 3 oct 4 oct | ES6      | 15h12 | Massif des Grands Crus – Ungersberg 2 | 13,04 km | Thierry Neuville   | 7 min 53 s 4  | 99,2 km/h  | Thierry Neuville   |
| 1re 3 oct 4 oct | ES7      | 16h12 | Vosges - Pays d'Ormont 2              | 34,34 km | Thierry Neuville   | 18 min 36 s 6 | 110,7 km/h | Thierry Neuville   |
| 2e 5 oct        | ES8      | 9h23  | Hohlandsbourg - Firstplan 1           | 28,48 km | Sébastien Ogier    | 14 min 37 s 7 | 116,8 km/h | Thierry Neuville   |
| 2e 5 oct        | ES9      | 10h06 | Vallée de Munster 1                   | 16,73 km | Sébastien Ogier    | 8 min 27 s 4  | 118,7 km/h | Thierry Neuville   |
| 2e 5 oct        | ES10     | 10h54 | Soultzeren – Pays Welche 1            | 19,93 km | Sébastien Loeb     | 9 min 47 s 2  | 122,2 km/h | Thierry Neuville   |
| 2e 5 oct        | ES11     | 13h57 | Hohlandsbourg - Firstplan 2           | 28,48 km | Sébastien Ogier    | 14 min 41 s 5 | 116,3 km/h | Daniel Sordo       |
| 2e 5 oct        | ES12     | 14h40 | Vallée de Munster 2                   | 16,73 km | Sébastien Ogier    | 8 min 31 s 3  | 117,8 km/h | Daniel Sordo       |
| 2e 5 oct        | ES13     | 15h28 | Soultzeren – Pays Welche 2            | 19,93 km | Thierry Neuville   | 9 min 49 s 4  | 121,7 km/h | Daniel Sordo       |
| 2e 5 oct        | ES14     | 18h00 | SSS Mulhouse                          | 4,65 km  | Sébastien Ogier    | 3 min 35 s 6  | 77,6 km/h  | Jari-Matti Latvala |
| 3e 6 oct        | ES15     | 09h23 | Vignoble de Cleebourg 1               | 14,6 km  | Sébastien Ogier    | 8 min 23 s 7  | 104,3 km/h | Sébastien Ogier    |
| 3e 6 oct        | ES16     | 10h46 | Bischwiller - Gries 1                 | 7,95 km  | Sébastien Ogier    | 4 min 16 s 3  | 111,7 km/h | Sébastien Ogier    |
| 3e 6 oct        | ES17     | 11h18 | Haguenau 1                            | 5,74 km  | Sébastien Ogier    | 4 min 18 s 5  | 79,9 km/h  | Sébastien Ogier    |
| 3e 6 oct        | ES18     | 12h45 | Vignoble de Cleebourg 2               | 14,6 km  | Daniel Sordo       | 8 min 36 s 7  | 101,7 km/h | Sébastien Ogier    |
| 3e 6 oct        | ES19     | 14h08 | Bischwiller - Gries 2                 | 7,95 km  | Jari-Matti Latvala | 4 min 13 s 3  | 113,0 km/h | Sébastien Ogier    |
| 3e 6 oct        | ES20     | 14h40 | Haguenau 2                            | 5,74 km  | Thierry Neuville   | 4 min 10 s 8  | 82,4 km/h  | Sébastien Ogier    |

## Classements au championnat après l'épreuve

### Classement des pilotes
Selon le système de points en vigueur, les 10 premiers équipages remportent des points, 25 points pour le premier, puis 18, 15, 12, 10, 8, 6, 4, 2 et 1.
| Rang | Pilote               | Rallyes | Rallyes | Rallyes | Rallyes | Rallyes | Rallyes | Rallyes | Rallyes | Rallyes | Rallyes | Rallyes | Rallyes | Rallyes | Total points |
| Rang | Pilote               | MON     | SUE     | MEX     | POR     | ARG     | GRE     | ITA     | FIN     | GER     | AUS     | FRA     | ESP     | GBR     | Total points |
| ---- | -------------------- | ------- | ------- | ------- | ------- | ------- | ------- | ------- | ------- | ------- | ------- | ------- | ------- | ------- | ------------ |
| 1er  | Sébastien Ogier      | 18      | 283     | 283     | 283     | 202     | 43      | 283     | 272     | 03      | 283     | 261     | -       | -       | 23826        |
| 2e   | Thierry Neuville     | Ab      | 10      | 15      | 0       | 10      | 15      | 202     | 213     | 18      | 202     | 142     | -       | -       | 1439         |
| 3e   | Jari-Matti Latvala   | Ab      | 142     | 1 1     | 161     | 183     | 25      | 161     | 1 1     | 6 1     | 12      | 15      | -       | -       | 12510        |
| 4e   | Dani Sordo           | 15      | Ab      | 12      | 0       | 2       | 18      | 12      | 10      | 272     | -       | 213     | -       | -       | 1175         |
| 5e   | Mikko Hirvonen       | 12      | 0       | 18      | 18      | 91      | 4       | Ab      | 12      | 15      | 15      | 8       | -       | -       | 1111         |
| 6e   | Mads Østberg         | 8       | 161     | 2 2     | 62      | 6       | 8       | 4       | 15      | 2       | 10      | 4       | -       | -       | 815          |
| 7e   | Sébastien Loeb       | 25      | 18      | -       | -       | 25      | -       | -       | -       | -       | -       | Ab      | -       | -       | 68           |
| 8e   | Evgeny Novikov       | Ab      | 2       | 1       | 12      | 12      | 42      | Ab      | 8       | 1       | 7       | 10      | -       | -       | 572          |
| 9e   | Martin Prokop        | 6       | 6       | 2       | 6       | 1       | 6       | 10      | -       | 12      | -       | -       | -       | -       | 49           |
| 10e  | Andreas Mikkelsen    | -       | -       | -       | 8       | 4       | 131     | Ab      | 1       | 0       | 8       | 6       | -       | -       | 401          |
| 11e  | Nasser Al-Attiyah    | -       | -       | 10      | 10      | -       | 10      | -       | -       | 0       | -       | -       | -       | -       | 30           |
| 12e  | Elfyn Evans          | -       | -       | -       | 0       | -       | -       | 8       | -       | 8       | -       | 0       | -       | -       | 16           |
| 13e  | Robert Kubica        | -       | -       | -       | 0       | -       | 0       | 2       | 2       | 10      | -       | 2       | -       | -       | 16           |
| 14e  | Bryan Bouffier       | 10      | -       | -       | 0       | -       | -       | 0       | -       | -       | -       | -       | -       | -       | 10           |
| 15e  | Juho Hanninen        | Ab      | 8       | -       | -       | -       | -       | -       | -       | -       | -       | -       | -       | -       | 8            |
| 16e  | Chris Atkinson       | -       | -       | 8       | -       | -       | -       | -       | -       | -       | -       | -       | -       | -       | 8            |
| 17e  | Michał Kościuszko    | 1       | 0       | Ab      | Ab      | Ab      | -       | 6       | -       | -       | -       | -       | -       | -       | 7            |
| 18e  | Ken Block            | -       | -       | 6       | -       | -       | -       | -       | -       | -       | -       | -       | -       | -       | 6            |
| 19e  | Jari Ketomaa         | -       | -       | -       | -       | -       | -       | -       | 6       | -       | -       | -       | -       | -       | 6            |
| 20e  | Khalid Al Qassimi    | -       | 0       | -       | 2       | -       | Ab      | 1       | -       | 0       | 2       | -       | -       | -       | 5            |
| 21e  | Sepp Wiegand (en)    | 4       | 0       | -       | 0       | -       | -       | 0       | -       | 0       | -       | -       | -       | -       | 4            |
| 22e  | Henning Solberg      | -       | 4       | -       | -       | -       | -       | -       | -       | 0       | -       | -       | -       | -       | 4            |
| 23e  | Benito Guerra        | -       | -       | 4       | -       | -       | -       | -       | -       | 0       | -       | -       | -       | -       | 4            |
| 24e  | Per-Gunnar Andersson | -       | -       | -       | -       | -       | -       | -       | 4       | -       | -       | -       | -       | -       | 4            |
| 25e  | Hayden Paddon        | -       | -       | -       | -       | -       | -       | -       | 0       | 4       | -       | -       | -       | -       | 4            |
| 26e  | Nathan Quinn         | -       | -       | -       | -       | -       | -       | -       | -       | -       | 4       | -       | -       | -       | 4            |
| 27e  | Olivier Burri        | 2       | -       | -       | -       | -       | -       | -       | -       | -       | -       | -       | -       | -       | 2            |
| 28e  | Yazeed Al-Rajhi      | -       | 1       | -       | -       | -       | -       | -       | 0       | -       | 0       | -       | -       | -       | 1            |
| 29e  | Esapekka Lappi       | Ab      | -       | -       | 1       | -       | -       | -       | 0       | -       | -       | -       | -       | -       | 1            |
| 30e  | Abdulaziz Al Kuwari  | -       | -       | 0       | 0       | 0       | 0       | 0       | -       | -       | 1       | -       | -       | -       | 1            |
| 31e  | Romain Dumas         | -       | -       | -       | -       | -       | -       | -       | -       | -       | -       | 1       | -       | -       | 1            |

| Couleur | Résultat                                                         |
| ------- | ---------------------------------------------------------------- |
| Or      | Vainqueur                                                        |
| Argent  | 2e place                                                         |
| Bronze  | 3e place                                                         |
| Vert    | Classé, dans les points                                          |
| Bleu    | Classé, hors des points Non classé (Nc.)                         |
| Mauve   | Abandon (Ab.) Retrait (Re.)                                      |
| Noir    | Disqualifié (Dq.)                                                |
| Blanc   | N'a pas pris le départ (Np.) Forfait (Forf.) Épreuve annulée (A) |
| Aucune  | N'a pas participé (-)                                            |

3, 2, 1 : y compris les 3, 2 et 1 points attribués aux trois premiers de la spéciale télévisée (power stage).

### Classement des constructeurs
| Rang | Écurie                                   | Rallyes | Rallyes | Rallyes | Rallyes | Rallyes | Rallyes | Rallyes | Rallyes | Rallyes | Rallyes | Rallyes | Rallyes | Rallyes | Total points |
| Rang | Écurie                                   | MON     | SWE     | MEX     | POR     | ARG     | GRE     | ITA     | FIN     | GER     | AUS     | FRA     | ESP     | GBR     | Total points |
| ---- | ---------------------------------------- | ------- | ------- | ------- | ------- | ------- | ------- | ------- | ------- | ------- | ------- | ------- | ------- | ------- | ------------ |
| 1er  | Volkswagen Motorsport                    | 18      | 37      | 26      | 40      | 33      | 26      | 40      | 31      | 11      | 37      | 40      | -       | -       | 339          |
| 2e   | Citroën Total Abu Dhabi World Rally Team | 37      | 20      | 30      | 20      | 33      | 22      | 12      | 22      | 40      | 15      | 8       | -       | -       | 259          |
| 3e   | Qatar World Rally Team                   | 0       | 10      | 25      | 1       | 10      | 25      | 18      | 18      | 20      | 18      | 12      | -       | -       | 157          |
| 4e   | Qatar M-Sport World Rally Team           | 10      | 21      | 6       | 18      | 18      | 10      | 6       | 23      | 14      | 16      | 14      | -       | -       | 156          |
| 5e   | Abu Dhabi Citroën Total World Rally Team | 15      | 0       | 8       | 4       | 2       | 0       | 4       | 0       | 4       | 4       | 18      | -       | -       | 59           |
| 6e   | Jipocar Czech National Team              | 0       | 8       | 6       | 8       | 1       | 6       | 10      | 0       | 12      | -       | R       | -       | -       | 51           |
| 7e   | Volkswagen Motorsport 2                  | -       | -       | -       | 10      | 4       | 12      | 0       | 0       | 0       | 8       | 6       | -       | -       | 40           |
| 8e   | Lotos Team WRC                           | 8       | 4       | 0       | 0       | 0       | -       | 8       | 0       | 0       | -       | -       | -       | -       | 20           |